# Trebinjsko podolje
Trebinjsko podolje (nem.: Gegendtal), prej tudi Dolina jezer (Seetal), je dolina na Gornjem Koroškem v Avstriji.

## Geografska lega
Podolje se razteza od zahodnega brega Osojskega jezera severozahodno do Radenč, kjer zavije proti jugozahodu do vzhodnega brega Milštatskega jezera. Na zahodu meji na Mirnock, na vzhodu pa na Polanske Noke (Wöllaner Nock) in Osojščico.
Trebinjsko podolje krasijo okoliške gore Noki in dve ledeniški jezeri. Med obema jezeroma je lokalno dolinsko razvodje. Zobrško jezero se izliva preko Zobrškega potoka, Trebinjskega potoka in končno Jezerščice v Dravo proti jugovzhodu. Zgornje jezero (Brennsee), imenovano tudi Feldsee, se preko rek Feldbach, Kleinkirchheimer Bach in Riegerbach izliva proti zahodu v Milštatsko jezero.
- Pokrajinska slika
- Trebinjsko podolje okoli Trebinje in Dobrice (Töbringa) z Mirnockom v ozadju
- Območje doline okoli Zobrc (Afritz am See)
- Zobrško jezero (Afritzer See) v Trebinjskem podolju
- Trebinjsko podolje pri Polju (Feld am See) z Zgornjim jezerom (Brennsee)-jem
- Zahodno Trebinjsko podolje med Radenčami in Milštatskim jezerom

## Zgodovina
Dokaze o poselitvi v dolini območja najdemo okoli leta 1000; deli regije, ki so še danes močno gozdnati, so bili do leta 1300 s krčenjem gozdov pridobljeni za obdelovanje in poselitev. Ime Trebinjsko podolje (Gegend) je dokumentirano leta 1308.
Od 13. stoletja so grofje Ortenburški postopoma pridobivali gospoške pravice med Milštatskim in Osojskim jezerom, iz česar se je razvilo deželno sodišče, ki je obsegalo štiri urade. Ti so skozi stoletja prešli od Ortenburžanov na rodbino Widmann in nazadnje na kneze Porcia. V začetku 19. stoletja je bilo Trebinjsko podolje priključeno beljaškemu sodnemu okraju. Leta 1850 so iz prejšnjih davčnih in katastrskih občin nastale današnje krajevne skupnosti.
29. junija 2022 je v spodnjem delu Trebinjskega podolja prišlo do močnega deževja z ogromnimi količinami vode, kar je povzročilo velike poplave. Elektrarna Kelag na Zobrnškem potoku je bila uničena. 29. 11. 2023 je potekala slovesnost položitve temeljnega kamna za novo protipoplavno odpornejšo zgradbo.

## Občine in infrastruktura
V Trebinjskem podolju je pet občin. Od Osojskega jezera so to Trebinja, Arije, Zobrce, Polje in Radenče. Trebinjsko podolje se izkorišča predvsem za turizem in kmetijstvo. Prevladujejo mala podjetja in trgovina. Samo v Radenčah je večja industrializacija zaradi rudarjenja magnezita.
Poleti obe jezeri ponujata možnost za številne vodne športe z blagimi temperaturami vode. Okoliške gore Noki so priljubljeni med pohodniki in gorskimi kolesarji. V bližini so terme v Beljaku in Bad Kleinkirchheimu. Pozimi ponujajo jezera odlične pogoje za drsanje. Smučišča na Verditzu, Osojščici in Bad Kleinkirchheimu privabljajo smučarje.

## Promet
Po dnu Trebinjskega podolja teče Milštatska cesta (B 98).
V začetku 20. stoletja so začeli razmišljati o izgradnji železniške proge skozi Trebinjsko podolje (Gegental-Bahn), ki bi z odcepom od Rudolfsbahna, vodila od postaje St. Ruprecht (pri Beljaku) do Radenč. Načrtovana pot je bila začrtana septembra 1908. Ker je tudi Milštat izrazil zanimanje za ta razvoj, je bilo odločeno, da se projekt razširi izven Milštata na Tauernsko železnico blizu Požarnice. Septembra 1910 je potekal komisijski pregled odseka Radenče–Požarnica, ki je poudaril potrebo po gradnji 500 m dolgega predora. Za Milje (Millstatt) je nastal turistično naravnan projekt male električne železnice, ki naj bi zagotovil stroškovno učinkovito povezavo s Špitalom ob Dravi, ki se nahaja na glavni progi. Gradnja naj bi se začela maja 1914, a je bil začetek gradnje zaradi sporov glede trase prestavljen. Prva svetovna vojna in posledična inflacija ter uvedba avtomobilskega prometa v dvajsetih letih prejšnjega stoletja so bili razlogi, da noben od načrtovanih odsekov železnice ni bil realiziran.